# Municipio de Read (Iowa)
El municipio de Read (en inglés: Read Township) es un municipio ubicado en el condado de Clayton en el estado estadounidense de Iowa. En el año 2010 tenía una población de 331 habitantes y una densidad poblacional de 4,71 personas por km².

## Geografía
El municipio de Read se encuentra ubicado en las coordenadas 42°51′25″N 91°19′53″O / 42.85694, -91.33139. Según la Oficina del Censo de los Estados Unidos, el municipio tiene una superficie total de 70.22 km², de la cual 70,22 km² corresponden a tierra firme y (0 %) 0 km² es agua.

## Demografía
Según el censo de 2010, había 331 personas residiendo en el municipio de Read. La densidad de población era de 4,71 hab./km². De los 331 habitantes, el municipio de Read estaba compuesto por el 95,47 % blancos, el 0,3 % eran amerindios, el 0,3 % eran isleños del Pacífico, el 0,91 % eran de otras razas y el 3,02 % eran de una mezcla de razas. Del total de la población el 2,72 % eran hispanos o latinos de cualquier raza.